# Lista över svenska miljardärer (2009)
Det här är en lista över svenska miljardärer, räknat i svenska kronor (SEK), för år 2009.
1. Ingvar Kamprad (450 miljarder SEK)
2. Stefan Persson (121 miljarder SEK)
3. Hans Rausing (62 miljarder SEK)
4. Antonia Ax:son Johnson (39 miljarder SEK)
5. Finn Rausing (38 miljarder SEK)
6. Jörn Rausing (38 miljarder SEK)
7. Kirsten Rausing (38 miljarder SEK)
8. Lottie Tham (17,5 miljarder SEK)
9. Dan Sten Olsson (17 miljarder SEK)
10. Bertil Hult (14 miljarder SEK)
11. Fredrik Lundberg (12 miljarder SEK)
12. Gustaf Douglas (10,5 miljarder SEK)
13. Melker Schörling (10 miljarder SEK)
14. Stefan Olsson (9,6 miljarder SEK)
15. Madeleine Olsson-Eriksson (9,3 miljarder SEK)
16. Jörgen Philip-Sörensen (7,6 miljarder SEK)
17. Thomas Sandell (7,5 miljarder SEK)
18. Frederik Paulsen (7 miljarder SEK)
19. Eric Douglas (6 miljarder SEK)
20. Carl Douglas (6 miljarder SEK)